# Eusandalum inerme
Eusandalum inerme är en stekelart som först beskrevs av Julius Theodor Christian Ratzeburg 1848.  Eusandalum inerme ingår i släktet Eusandalum och familjen hoppglanssteklar. Inga underarter finns listade i Catalogue of Life.